# Karbon14
Karbon14 (též známý jako Kontour či KIllustrator) je open source vektorový editor z kancelářského balíku KOffice, který je součástí grafického rozhraní KDE.